# Söding
Söding est une ancienne commune autrichienne du district de Voitsberg en Styrie.
Elle est aujourd'hui incorporée à la municipalité de Söding-Sankt Johann.